# 102 (číslo)
Sto dva je přirozené číslo. Následuje po číslu sto jedna a předchází číslu sto tři. Řadová číslovka je stý druhý nebo stodruhý. Římskými číslicemi se zapisuje CII.

## Matematika
Sto dva je
- bezčtvercové celé číslo
- abundantní číslo
- v desítkové soustavě nešťastné číslo
- nepříznivé číslo

## Chemie
- 102 je atomové číslo nobelia, neutronové číslo nejméně běžného přírodního a zároveň nejlehčího (pozorovatelně) stabilního izotopu hafnia a nukleonové číslo nejběžnějšího izotopu ruthenia a zároveň nejméně běžného přírodního izotopu palladia[1]

## Roky
- 102
- 102 př. n. l.

## Ostatní
- Empire State Building v New Yorku má 102 pater.